# اور-ا-لوآر

اور-اِ-لوآر (به فرانسوی: Eure-et-Loir) بیست و هشتمین شهرستان فرانسه است. شهرستان اور-اِ-لوآر در شمال این کشور قرار دارد. این شهرستان زیرمجموعه ناحیه سانتر می‌باشد. مساحت این شهرستان ۵٬۸۸۰ کیلومتر مربع و جمعیت آن ۴۲۱٬۱۱۴ نفر است. این شهرستان در خلال انقلاب فرانسه بر پا گردید.